# 强晓初
强晓初（1918年—2007年），男，陕西安定人，中华人民共和国政治人物。

## 生平
早年担任秀延县苏维埃政府副主席。1937年，任任神府特区苏维埃政府副主席兼国民经济部部长；同年改任陕甘宁边区甘泉县县长。抗日战争期间，担任陕甘宁边区三边分区专署行政专员。1945年，任延安行政学院院长。第二次国共内战期间，担任中共热河省热中地委书记兼热中军分区政委。1949年，兼任热河军区副政委。
中华人民共和国成立后，担任政委。1945年，担任中共热河省委第二书记；1950年，改任中共松江省委第二书记。1952年，任松江省人民政府主席。1954年，改任中共黑龙江省委副书记。1960年，升任中共中央东北局书记处候补书记。1975年，任中华人民共和国第七机械工业部副部长。1979年，任中共山东省委书记；次年改任山东省副省长。1981年，任中共吉林省委第一书记；次年兼任吉林省军区第一政委。